# ماساتوشی تویوتا
ماساتوشی تویوتا (انگلیسی: Masatoshi Toyota؛ زادهٔ ۲۵ اکتبر ۱۹۷۶) کشتی‌گیر اهل ژاپن است.